# Роберт III (Вормс)
Роберт III (Рутперт III) фон Вормс (на немски: Robert III, Rutpert III von Worms; на френски: Robert III de Hesbaye; на латински: Ruberti comitis; * ок. 781; † пр. 19 февруари 834) от род Робертини е франкски граф във Вормсгау, граф в Оберрейнгау (812/830) и фогт на манастир Хорнбах. Той е прародител на Капетингите и дядо на двамата крале на Западното франкско кралство Одо (упр. 888 – 898) и Робер I (упр. (922 – 923).
Той е син на граф и херцог Роберт II фон Хеспенгау († 12 юли 807) и го наследява като граф във Вормсгау и в Оберрейнгау (812/830).

## Фамилия
Роберт III се жени 808 г. за Вилтруд (Валдрада) от Орлеан, дъщеря наследничка на граф Адриан от Орлеан и съпругата му Валдрада. Тя е сестра на Одо Орлеански и племенница на Хилдегард, съпругата на Карл Велики. Те имат децата:
- Гунтрам († ок.837), граф във Вормсгау (834 – 837).
- Еудес († 1 август 871), граф на Шатеодун, граф на Троа, граф на Блоа
- Роберт Силни († 866), маркграф на Неустрия, синовете му Одо и Робер I стават крале на Западното франкско кралство
- Ода, омъжена за Валахо IV (Вало), граф във Вормсгау († пр. 891)
- Адалем I († сл. 6 март 870), граф на Лаон
- дъщеря, омъжена за граф Мегингоц I фон Вормсгау († сл. 876)
- Вилдрут, омъжена за граф Аледрам I от Троа